# 贝勒瑜之家
44°13′22″N 76°30′12″W / 44.22278°N 76.50333°W
贝勒瑜之家（Bellevue House）是首任加拿大总理约翰·亚历山大·麦克唐纳从1848年到1849年的住所，位于加拿大安大略省金斯顿中心街（Centre St）35号，介于联合街和国王街之间。 
贝勒瑜之家大约建于1840年，房主人查尔斯·黑尔斯是一位富有的金斯顿商人，从1830年代的繁荣十年中获利颇丰。这所房子是加拿大的首批意大利别墅之一。 1848年，麦克唐纳爵士和他的妻子伊莎贝拉，以及他们的儿子约翰·亚历山大搬进了这所房子。
贝勒瑜之家是一座不对称的意大利别墅，呈L形布局，从方形中央塔楼向外延伸出两翼；有各种形状的窗户和屋顶山墙；以及多个小阳台。
贝勒瑜之家是一处加拿大国家历史遗产，由加拿大公园局管理。这是唯一一处纪念麦克唐纳总理的国家公园，也是金斯顿的主要景点之一。游客中心位于旁边的马车房旧址上，展示区摆满与约翰爵士有关的文物，设有礼品店。别墅内有1840年代绅士和女仆装扮的讲解员，帮助了解麦克唐纳家族以及1840年代金斯顿中产阶级家庭的生活。